# Criteri de la mitjana geomètrica
En matemàtiques, el criteri de la mitjana geomètrica és un criteri per provar la convergència de successions que permet la resolució de límits del tipus {\displaystyle \lim _{n\to \infty }{\sqrt[{n}]{a_{1}\cdot a_{2}\cdot ...\cdot a_{n}}}}.
Sigui {\displaystyle \{a_{n}\}} una successió de reals positius tal que {\displaystyle \lim _{n\to \infty }a_{n}=A}, sent {\displaystyle A>0}. Llavors, {\displaystyle \lim _{n\to \infty }{\sqrt[{n}]{a_{1}\cdot a_{2}\cdot ...\cdot a_{n}}}=A}.
El criteri també és vàlid sent {\displaystyle A=+\infty }.

## Exemple
Com que la successió {\displaystyle a_{n}={\frac {n^{2}+2}{2n^{2}}}} convergeix a 1/2, aleshores:

{\displaystyle \lim _{n\to \infty }{\sqrt[{n}]{{\frac {3}{2}}\cdot {\frac {6}{8}}\cdot ...{\frac {n^{2}+2}{2n^{2}}}}}={\frac {1}{2}}}

## Corol·lari
Un corol·lari del criteri de la mitjana geomètrica és el criteri de l'arrel, el qual estableix que si una successió {\displaystyle \{a_{n}\}} de reals positius tal que {\displaystyle \lim _{n\to \infty }{\frac {a_{n}}{a_{n-1}}}=A>0}, llavors {\displaystyle \lim _{n\to \infty }{\sqrt[{n}]{a_{n}}}=A}.

## Altres criteris de convergència
- Criteri de Stolz
- Criteri de la mitjana aritmètica